# Conversada
Conversada o Conversari (in croato Kuvrsada o Koversada) è un isolotto disabitato della Croazia, situato lungo la costa occidentale dell'Istria, a nord del canale di Leme.
Amministrativamente appartiene al comune di Orsera, nella regione istriana.

## Geografia
Coversada si trova tra punta Trolle (rt Šjole) e punta Bojko (rt Bojko), poco a nordovest dell'ingresso al canale di Leme e poco a sud della baia Pontisel (uvala Studena). Nel punto più ravvicinato dista 155 m dalla terraferma, a cui è collegata per mezzo di un pontile.
Conversada è un isolotto di forma irregolare, orientato in direzione nord-sud, che misura 330 m di lunghezza e 315 m di larghezza massima. Ha una superficie di 0,0675 km² e uno sviluppo costiero di 0,990 km. Al centro, raggiunge un'elevazione massima di 12 m s.l.m.
Di fronte all'isola, a ovest, si trova la secca omonima (secca Conversada, pličina Koversada), un popolare sito per immersioni. L'isolotto è anche parte del centro naturista Koversada, uno dei più famosi in Europa.
Il nome Conversari deriva dal fatto che, nel Medioevo, l'isola era luogo di raccolta dei "conversi" dei conventi vicini, ovvero i frati che, pur indossando il saio, non avevano preso i voti e per questo erano addetti ai lavori manuali più umili.

## Turismo
L'isolotto Koversada fa parte della struttura turistica Koversada Park Camping Resort. Il resort è diviso in due settori: Koversada Uncovered Naturist Kamp, destinato ai naturisti, e Koversada Covered Kamp destinato agli ospiti non naturisti.
L'isolotto ha un'importanza storica in quanto è considerato la culla del turismo naturista nell'Adriatico, tuttavia oggi appartiene al settore non naturista del campeggio. Sull'isolotto gli ospiti hanno a disposizione le piazzole mentre l'accesso ai veicoli a motore non è consentito. È collegato alla terraferma tramite un ponte.

### Cartografia
- (HR) Mappa topografica della Croazia 1:25000, su preglednik.arkod.hr.